# Symphysanodon katayamai
Symphysanodon katayamai är en fiskart som beskrevs av Anderson, 1970. Symphysanodon katayamai ingår i släktet Symphysanodon och familjen Symphysanodontidae. Inga underarter finns listade i Catalogue of Life.